# Новопокровский поссовет
Новопокровский поссовет — муниципальное образование со статусом городского поселения в Мордовском районе Тамбовской области.
Административный центр — рабочий посёлок Новопокровка.

## История

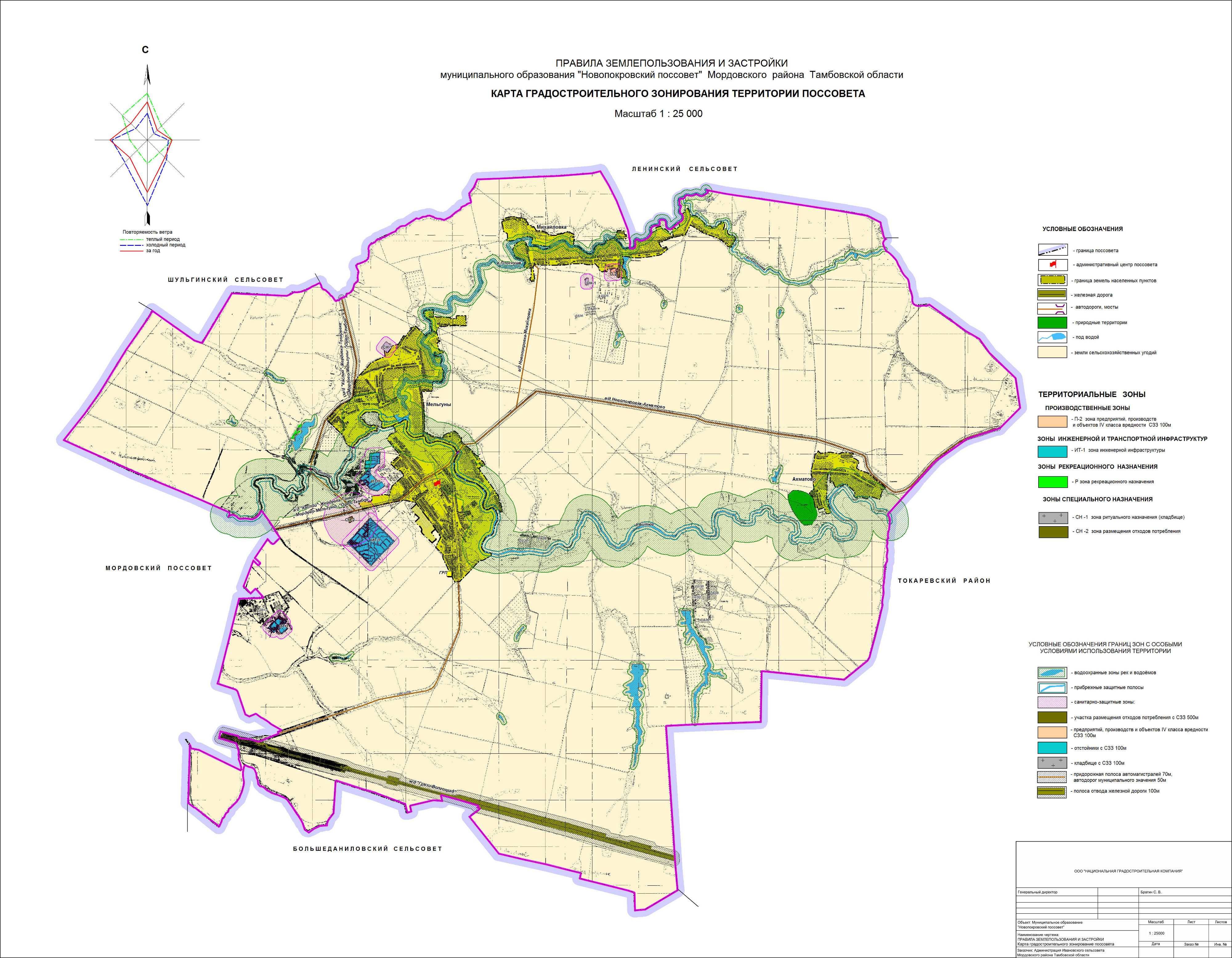
Карта Новопокровского поссовета

В 1919 г. на территории Мельгуновской волости Усманского уезда Тамбовской губернии создаётся Исполнительный комитет Мельгуновского сельского совета рабочих, крестьянских и красноармейских депутатов в центре в д. Новопокровка, с 1924 года с центром в селе Мельгуны.
С июня 1928 года в связи с введением административно — территориального деления и образования Центрально — Чернозёмной области, округов и районов, Мельгуновский сельсовет вошёл в состав Мордовского района, Борисоглебского округа, ЦЧО. С 1930- Мордовского района ЦЧО. Постановлением президиума ВЦИК от 13 июня 1934 года была образована Воронежская область. Мельгуновский сельсовет вошёл в состав Мордовского района Воронежской области.
Постановлением президиума Верховного совета СССР от 4 февраля 1939 года Мордовский район вошел в состав Тамбовской области, и Мельгуновский сельсовет вошёл в состав Мордовского района Тамбовской области. Решением Тамбовского облисполкома № 651 от 14 августа 1973 года деревня Новопокровка было отнесено к посёлку рабочего типа. В связи с этим Мельгуновский сельсовет был преобразован в Новопокровский поселковый совет, с административным центром в р.п. Новопокровка. С 11 февраля 1999 года административно — территориальное образование Новопокровский поселковый совет именуется Новопокровским поссоветом. С 2013 года в него помимо сёл: Михайловка, Мельгуны, Новопокровка, Ахматово вошли сёла: Петровка, Павловка, Дмитров, Политотдельское, Центральное отделение совхоза имени Ленина, Песчановка.
В соответствии с Законом Тамбовской области от 17 сентября 2004 года № 232-З установлены границы муниципального образования и статус поссовета как городского поселения.
В соответствии с Законом Тамбовской области от 30 мая 2014 года № 404-З в состав поссовета включён упразднённый Ленинский сельсовет.

## Население
| 2010  | 2012  | 2013  | 2014  | 2015  | 2016  | 2017  |
| ----- | ----- | ----- | ----- | ----- | ----- | ----- |
| 3074  | ↘2967 | ↘2927 | ↘2858 | ↗3799 | ↘3662 | ↘3572 |
| 2018  | 2019  | 2020  | 2021  |       |       |       |
| ↘3476 | ↘3349 | ↘3250 | ↘3045 |       |       |       |

## Состав городского поселения
| №  | Населённый пункт                           | Тип населённого пункта                  | Население |
| -- | ------------------------------------------ | --------------------------------------- | --------- |
| 1  | Ахматово                                   | село                                    | ↘126      |
| 2  | Димитров                                   | посёлок                                 | 22        |
| 3  | Мельгуны                                   | село                                    | ↘597      |
| 4  | Михайловка                                 | село                                    | ↘304      |
| 5  | МТФ                                        | посёлок                                 | 16        |
| 6  | Никольская                                 | деревня                                 | 0         |
| 7  | Новопокровка                               | рабочий посёлок, административный центр | ↘1560     |
| 8  | Отделение Политотдельское                  | посёлок                                 | ↘23       |
| 9  | Павловка                                   | село                                    | ↘177      |
| 10 | Петровка                                   | деревня                                 | ↘53       |
| 11 | Пехота                                     | деревня                                 | 10        |
| 12 | Центральное Отделение Совхоза имени Ленина | деревня                                 | ↘763      |

Упразднённый населённый пункт
деревня Лукьяновка

## Экономика
На территории поссовета свою деятельность осуществляют организации: ЗАО "Пачелма", ООО "Золотая Нива", ООО "Павловское", ООО "Агрофирма Победа", ООО "Радуга", КФХ "Колос". В большинстве своем они занимаются выращиванием зерновых и зернобобовых культур. Однако ООО"Агрофирма Победа" имеет на территории поссовета МТФ. В р.п. Новопокровка функционирует ЗАО "Новопокровский маслосырзавод" и кирпичный завод фирмы ООО "Строма - 5". На юге поссовета строится Мордовский сахарный завод.